# Parquet Versailles

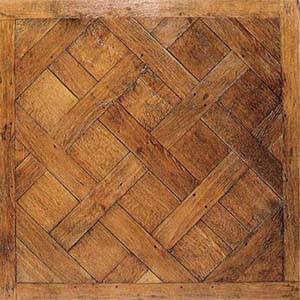
Feuille de parquet, Château de Versailles. Bâti, montants et traverses et petits panneaux: Carreaux, écoinçon aux quatre angles, colifichets au milieu des quatre côtés

Le parquet Versailles (ou « à la Versailles ») est un type de parquet, constitué de panneaux de bois carrés pré-assemblés, présentant un motif de diagonales entrelacées.

## Histoire

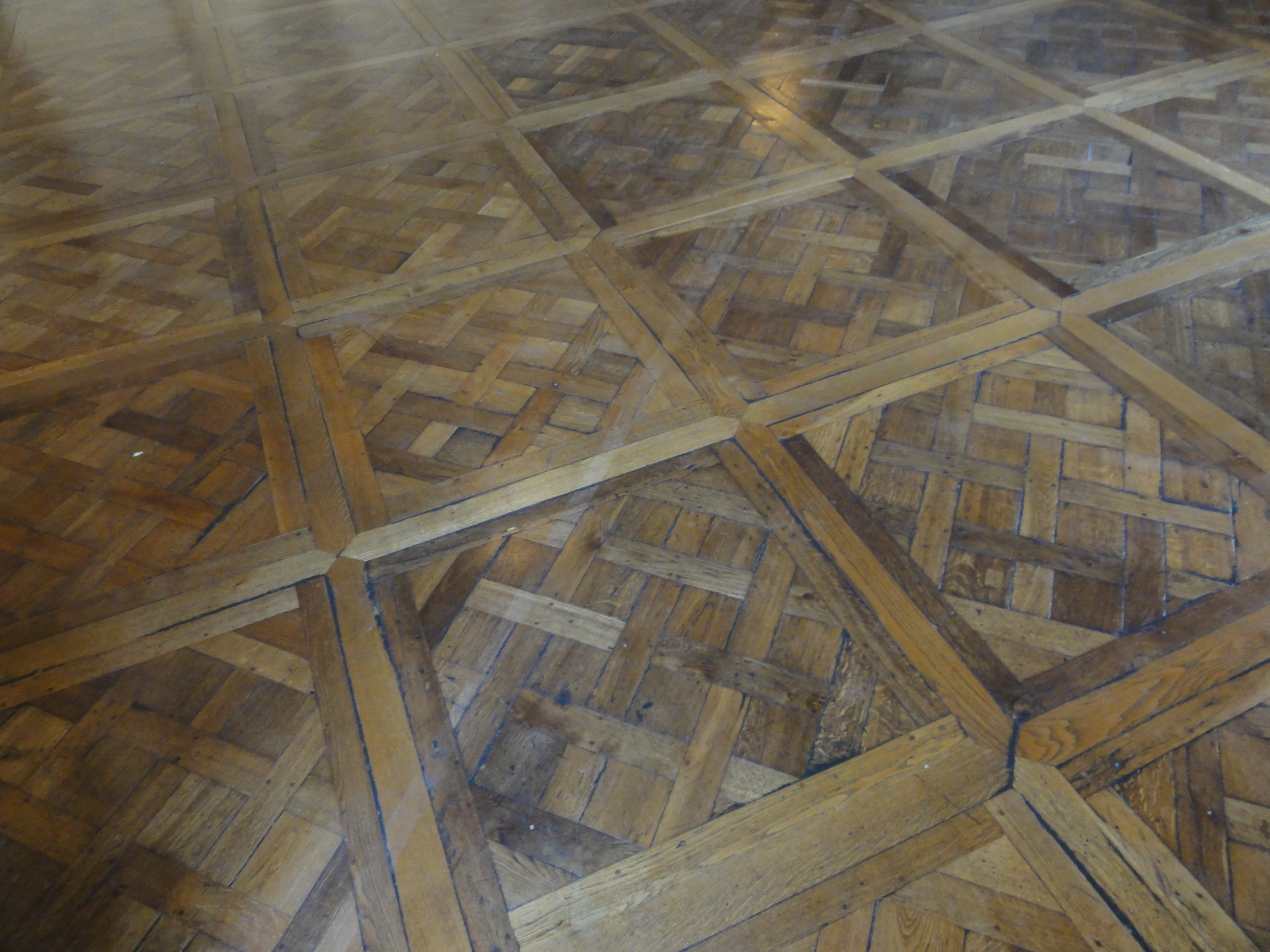
Parquet de la salle des gardes du Roi au château de Versailles

Il tient son nom du château de Versailles pour lequel il a été conçu, afin de remplacer les sols en marbre.
Le remplacement des sols est terminé en 1693 comme l’évoque l'architecte Nicodème Tessin : « Il n'y a qu'une seule pièce à Versailles dont le parquet soit par carrés [...] tout le reste est en losange à la nouvelle manière ».

## Technique
Ses dimensions varient entre 3 et 4 pieds (97 à 130 cm) suivant la taille de la pièce. Le dessin de ce parquet est composé de petits carrés embrevés dans des lames de bois entrelacées posées à 45° dans un encadrement, le tout tenu par des chevilles et des mortaises. Les plaques sont ensuite fixées sur des lambourdes.

### Description concordante dans Morisot

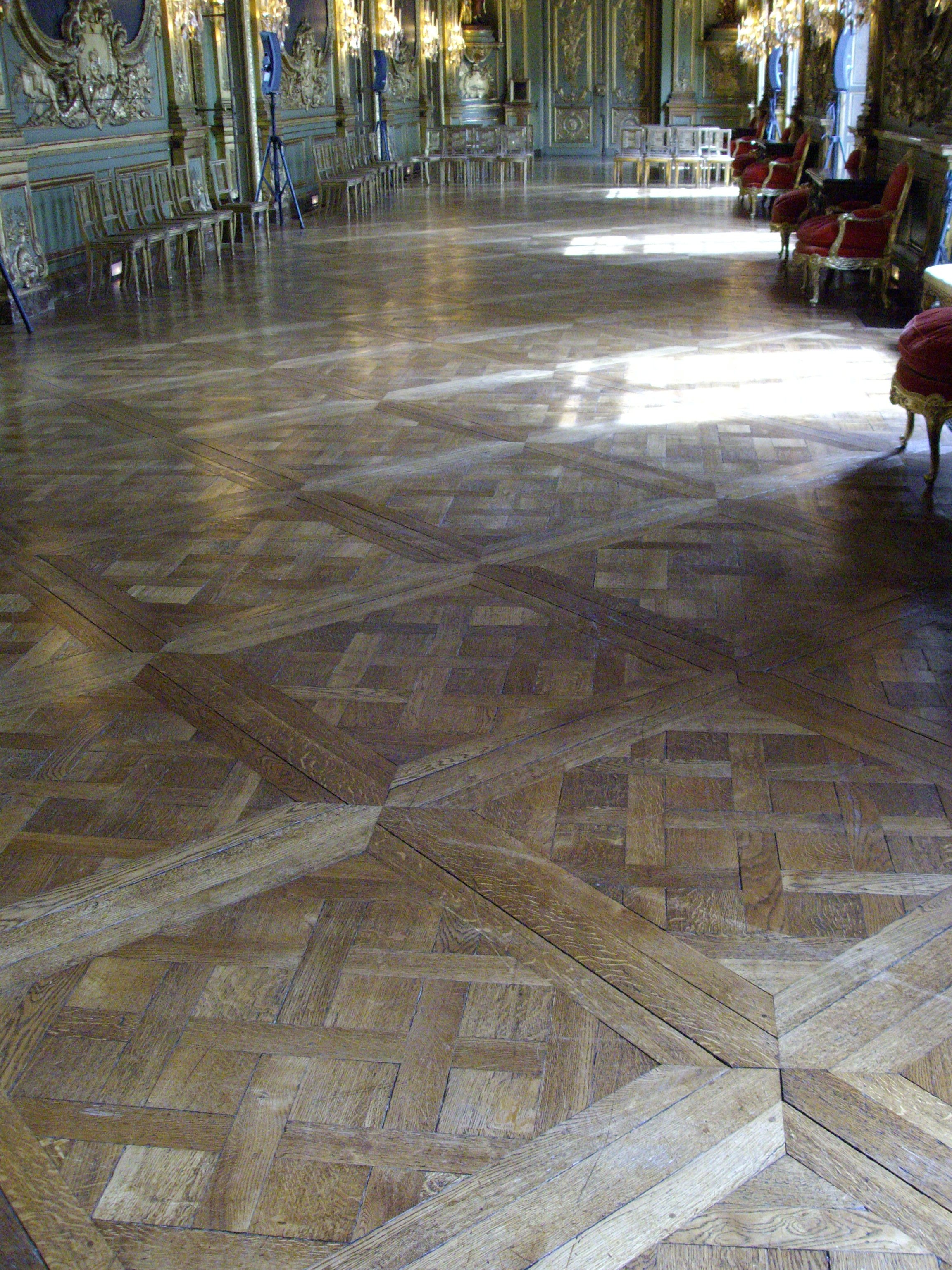
Hôtel de Toulouse. Galerie dorée. Feuilles de parquets entre frises de parquet

Une feuille de parquet est un grand panneau de forme carrée, ayant ordinairement 3 pieds 2 pouces, composé d'un bâti d'encadrement rempli de montants et traverses et de petits panneaux; On distingue feuille mâle et femelle - deux petites feuilles qui s'assemblent l'une dans l'autre sur place pour un parquet sans fin. La carcasse désigne le bâti de la feuille de parquet garni de toutes ses traverses, où il ne manque que les panneaux de remplissage. 
Les panneaux de remplissage des feuilles de parquet sont nommés de différentes façons selon leur emplacement : Le carreau est le bout de planche carrée employé principalement. Le courçon est un bout de planche destiné à faire les panneaux de remplissage des feuilles de parquet dont chacune fait deux panneaux; On nomme écoinçon, le panneau triangulaire qui remplit chacun des quatre angles de la feuille de parquet; colifichet ou guinguin le petit panneau triangulaire qui est assemblé sur chacun des quatre côtés de la feuille, entre les pièces d'onglet et le bâti; Un merrain ou cresson désigne un bois de chêne refendu sur maille au coutre et non à la scie, et qui est en petites planches de 14 pouces de longueur sur 7 pouces environ qui s'emploie pour les panneaux de parquet en feuilles.; Une pièce d'onglet est dans une feuille de parquet, l'un des battants de remplissage qui, d'un bout, est coupé d'onglet et assemblé dans le bâti d'encadrement, et de l'autre est coupé carrément et assemblé dans les autres battants.
Le flipot est une tringle très mince qui sert à remplir un joint entre deux feuilles de parquet.
On appelle montant petit, les petits bâtis de remplissage dans une feuille de parquet, qui n'ont que la même mesure des panneaux et qui sont assemblés dans d'autres du double de longueur .
Une frise de parquet est une bande de bois assemblée à rainure et languette entre les feuilles d'un parquet - Aussi celles qui forment le pourtour d'un plancher, et celles qui encadrent le foyer de pierre ou de marbre de la cheminée; On nomme de même les tringles d'une égale largeur avec lesquelles on fait du plancher, etc..